# Vittorio Ghidella

Vittorio Ghidella (né le 19 janvier 1931 à Verceil, au Piémont - mort le 15 mars 2011 à Lugano) est un ingénieur italien spécialisé dans l'automobile.

## Biographie
Né à Verceil, ville située entre Turin et Milan, Vittorio Ghidella, après avoir obtenu son baccalauréat, s'inscrit en ingénierie mécanique à l'École polytechnique de Turin où il obtient son diplôme d'ingénieur.
Il entre chez SKF, entreprise suédoise spécialisée dans la fabrication de roulements à billes, où il  est muté au siège de la société à Stockholm. Peu de temps après, il est recruté pour diriger la société Holland, une division du groupe Fiat spécialisée dans le matériel agricole, sur le lac Michigan, aux États-Unis. En 1979, Gianni Agnelli le fait venir à Turin pour relancer la branche automobile du groupe.
Il lance les projets de nouveaux modèles : la Fiat Uno, la Fiat Croma, la Lancia Delta, la Lancia Thema et surtout la Fiat Tipo, qui étrenne les moteurs et plateformes polyvalents qui équiperont beaucoup d'autres modèles du groupe italien comme les Fiat Bravo/Brava, Alfa Romeo 145/146, 155, 156, 147, GT, les Lancia Delta II, Dedra et Lybra, pendant une vingtaine d'années, pratiquement jusqu'au XXIe siècle. La Fiat Uno est produite jusqu'en 2009 au Brésil. La marque Lancia (propriété du groupe Fiat depuis 1969) est performante dans le monde des courses de rallye et des courses d'endurance . Il essaye de renouveler la gamme Alfa Romeo, à peine intégrée au groupe Fiat en 1988.
Il sera remercié par la direction du groupe Fiat en 1988, et remplacé par le directeur général du groupe, Cesare Romiti, à la suite de divers différends stratégiques et une sombre histoire d'intérêts particuliers incompatibles avec ses fonctions au sein du groupe turinois. 
Vittorio Ghidella est mort le 15 mars 2011 à Lugano à l'âge de 80 ans. 

## Sources de traduction
- (it) Cet article est partiellement ou en totalité issu de l’article de Wikipédia en italien intitulé « Vittorio Ghidella » (voir la liste des auteurs).